# Wereldkampioenschappen turnen 1905
De 2de wereldkampioenschappen turnen werden in 1905 gehouden in Bordeaux, Frankrijk.

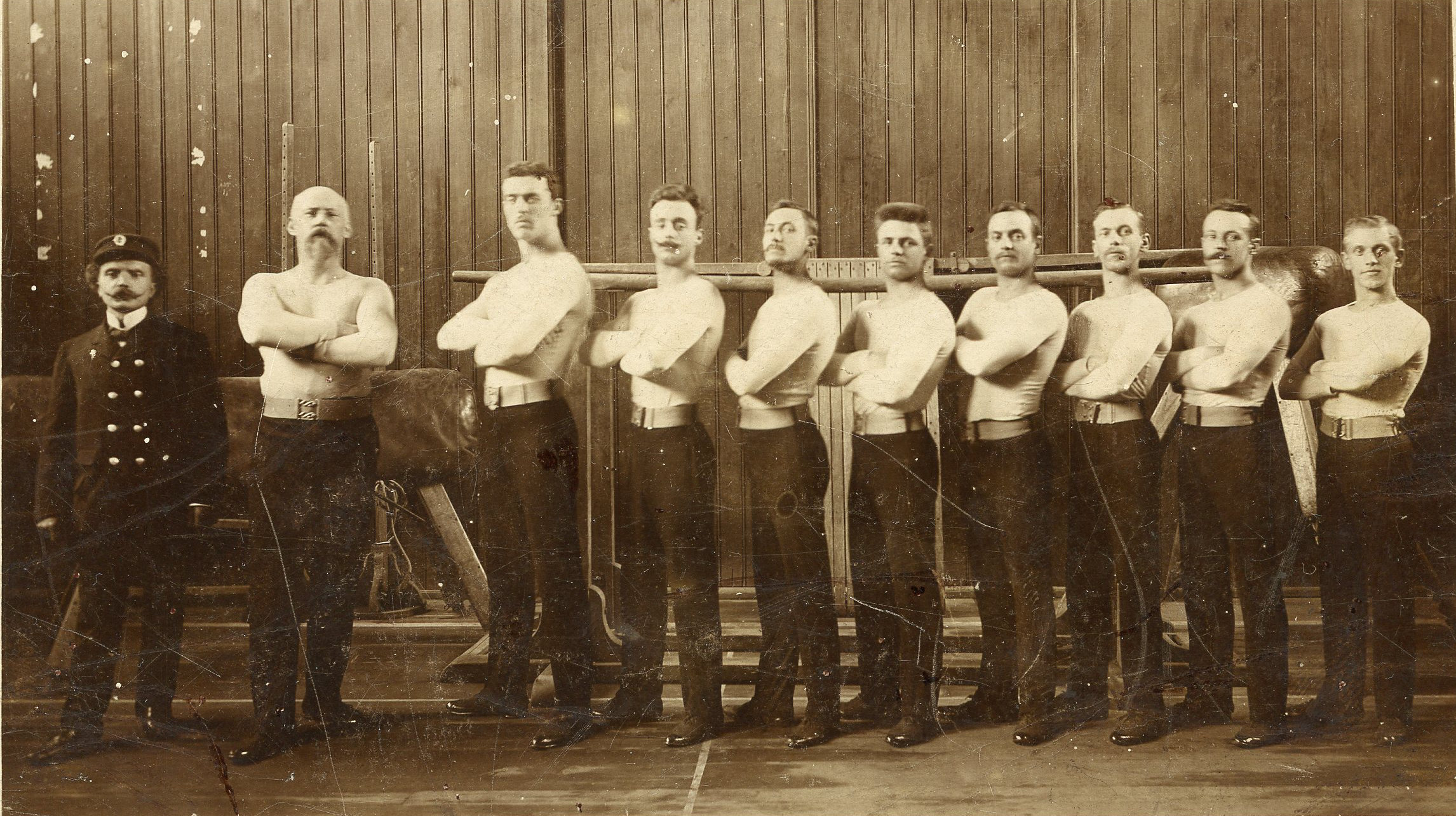
Nederlands team

## Resultaten

### Mannen

#### All-around individueel
| Rang | Atleet          | Totaal  |
| ---- | --------------- | ------- |
| 1.   | Marcel Lalue    | 185.500 |
| 2.   | Daniel Lavielle | 184.250 |
| 3.   | Lucien Démanet  | 179.250 |

#### All-around team
| Rang | Atleten                                                                                                   | Totaal  |
| ---- | --- | ------- |
| 1.   | Frankrijk Georges Dejagere, Lucien Démanet, Marcel Lalu, Daniel Lavielle, Joseph Martinez, Pierre Payssé  | 990.000 |
| 2.   | Nederland F.J.W. Lambert, J.H. Reeder, J.H.A.G. Schmitt                                                   | 941.750 |
| 3.   | België Jean de Hoe, Paul Mangin, Auguste van Ackere, Albert van de Roye, Leon van de Roye, Vital Verdickt | 906.750 |

#### Rekstok
| Rang | Atleet          | Totaal |
| ---- | --------------- | ------ |
| 1.   | Marcel Lalue    | 36.000 |
| 2.   | Joseph Martinez | 35.750 |
| 3.   | Pierre Payssé   | 35.500 |
| 3.   | Lucien Démanet  | 35.500 |

#### Brug met gelijke leggers
| Rang | Atleet          | Totaal |
| ---- | --------------- | ------ |
| 1.   | Joseph Martinez | 33.500 |
| 1.   | Marcel Lalue    | 33.500 |
| 3.   | Pierre Payssé   | 32.750 |

#### Paard met bogen
| Rang | Atleet           | Totaal |
| ---- | ---------------- | ------ |
| 1.   | Georges Dejagere | 34.750 |
| 2.   | Marcel Lalue     | 34.500 |
| 3.   | Daniel Lavielle  | 33.750 |

## Medailletabel
| Plaats | Land      | Goud | Zilver | Brons | Totaal |
| 1      | Frankrijk | 6    | 3      | 5     | 14     |
| 3      | Nederland | 0    | 1      | 0     | 1      |
| 4      | België    | 0    | 0      | 1     | 1      |
| Totaal | Totaal    | 6    | 4      | 6     | 16     |

1903 ·
1905 ·
1907 ·
1909 ·
1911 ·
1913 ·
1922 ·
1926 ·
1930 ·
1934 ·
1938 ·
1950 ·
1954 ·
1958 ·
1962 ·
1966 ·
1970 ·
1974 ·
1978 ·
1979 ·
1981 ·
1983 ·
1985 ·
1987 ·
1989 ·
1991 ·
1992 ·
1993 ·
1994 (individueel) ·
1994 (team) ·
1995 ·
1996 ·
1997 ·
1999 ·
2001 ·
2002 ·
2003 ·
2005 ·
2006 ·
2007 ·
2009 ·
2010 ·
2011 ·
2013 ·
2014 ·
2015 ·
2017 ·
2018 ·
2019 ·
2021 ·
2022 ·
2023